# Elena Georgescu
Elena „Nuți“ Georgescu, geborene Elena Nedelcu, (* 10. April 1964 in Bukarest) ist eine ehemalige rumänische Ruderin. Mit drei olympischen Goldmedaillen und einer Silbermedaille gehört die Steuerfrau zu den erfolgreichsten Ruderinnen.

## Karriere
Elena Nedelcu besuchte ein Lyzeum in Bukarest, als sie im Alter von 15 Jahren von Ilie Sarenco, dem Trainer von Metalul Bukarest, für das Rudern entdeckt wurde. Später startete sie für Dinamo Bukarest. 1983 nahm Elena Nedelcu das erste Mal an Weltmeisterschaften teil.
Bei den Olympischen Spielen 1992 gewann der rumänische Achter Silber hinter dem Boot aus Kanada. Außer Georgescu war nur Ioana Olteanu vier Jahre später erneut im olympischen Achter-Finale dabei. Von 1996 bis 2004 gewann der rumänische Achter dreimal in Folge die olympische Goldmedaille. Mit Elisabeta Lipă, Doina Ignat, Liliana Gafencu und Elena Georgescu waren vier Sportlerinnen bei allen drei Olympiasiegen dabei.
Noch unter ihrem Geburtsnamen wurde Elena Nedelcu 1990 Weltmeisterin im Achter und gewann 1991 Bronze. Als Elena Georgescu saß sie 1997, 1998 und 1999 in dem rumänischen Weltmeister-Achter, 2003 wurde sie mit dem Achter Vizeweltmeister hinter dem deutschen Boot. 2007 wurde der rumänische Achter mit Georgescu erneut Vizeweltmeister. Bei den Ruder-Europameisterschaften 2007 in Posen konnte zudem der Titel gewonnen werden.
2008 errang Georgescu ihre letzte Olympiamedaille, eine bronzene, mit dem rumänischen Achter und zog sich anschließend vom aktiven Leistungssport zurück.
Elena Georgescu ist verheiratet und wurde 1993 Mutter einer Tochter. Seit 2009 arbeitet sie auf der Bukarester Passstelle.

## Auszeichnungen
Im August 2008 erhielt Elena Georgescu von Staatspräsident Traian Băsescu den Verdienstorden „Meritul sportiv“ III. Klasse mit zwei Streifen.